# Stilpon ctenistes
Stilpon ctenistes är en tvåvingeart som beskrevs av Meg S. Cumming 1992. Stilpon ctenistes ingår i släktet Stilpon och familjen puckeldansflugor.
Artens utbredningsområde är New York. Inga underarter finns listade i Catalogue of Life.